# 長野県立諏訪実業高等学校
もしかして
- 長野県諏訪実業高等学校

ではありませんか？